# Послання
Посла́ння — різновид епістоли, літературний жанр, віршований та публіцистичний твір, написаний у формі листа або звернення до конкретного адресата чи широкого загалу.
Найдавнішими відомими посланнями є біблійні апостольські послання (соборні послання І. Богослова, апостола Павла, апостола Петра та ін.). У європейській поезії вперше з’являється у Горація (напр., «Послання до Пізонів» «Наука поезії»,), живе у латинській новомовній поезії середньовіччя та Відродження, розквіт припадає на добу класицизму XVII-XVIII cт. (Н. Буало, Вольтер, О. Сумароков). У добу романтизму послання поступово втрачає жанрові ознаки, а до середини XIX ст. припиняє існувати як жанр. Формальні ознаки послання: наявність звернення до конкретного адресата та, відповідно, такі мотиви, як прохання, побажання, умовляння тощо. Традиційно зміст послання (від Горація) – переважно морально-філософський і дидактичний, проте були й численні послання розповідні, панегіричні, сатиричні, любовні і под. 
На східнословянському ґрунті простежується з XII ст. Розквіту досягає у творчості українського письменника-полеміста кінця XVI – поч.  XVII ст. І. Вишенського («Послання до Василя Острозького», «Послання до єпископів», «Послання львівському братству» та інші). Формою послання часто користувалися й пізніше, особливо в інтимній ліриці, а часом – у творах громадянської тематики. Як ліричний жанр, були досить популярні у XVIII – першій третині  XIX cт. (послання В. Жуковського до Філалета, І. Батюшкова, П. Вяземського, послання використовували М. Карамзін, К. Батюшков, А. Фет, О. Пушкін).  Зміст віршованих послань був досить різноманітним: від дружнього обміну думками  до політичних декларацій, філософських узагальнень, естетичних програм («До Основ’яненка», «Гоголю», «Марку Вовчку», «Н. Костомарову», «І мертвим, і живим, і ненарожденним землякам моїм в Украйні і не в Украйні моє дружнєє посланіє» Т. Шевченка, «Товаришам із тюрми», «Мойому читачеві», «Молодому другові» І. Франка, «Товаришці на спомин» Лесі Українки та ін.).